# Äquivalenz (Kategorientheorie)
Die Äquivalenz von Kategorien ist eine Beziehung, die im mathematischen Teilgebiet der Kategorientheorie zwischen zwei Kategorien bestehen kann. Zwei äquivalente Kategorien haben dieselben kategoriellen Eigenschaften. Viele wichtige mathematische Theorien behaupten die Äquivalenz zweier Kategorien.

## Definition
Eine Äquivalenz zwischen zwei Kategorien {\displaystyle {\mathcal {C}}} und {\displaystyle {\mathcal {D}}} ist ein Funktor {\displaystyle F\colon {\mathcal {C}}\rightarrow {\mathcal {D}}}, zu dem es einen weiteren Funktor {\displaystyle G\colon {\mathcal {D}}\rightarrow {\mathcal {C}}} gibt, so dass {\displaystyle F\circ G\cong \mathrm {Id} _{\mathcal {D}}} und {\displaystyle G\circ F\cong \mathrm {Id} _{\mathcal {C}}}, wobei {\displaystyle \mathrm {Id} _{\mathcal {C}}} und {\displaystyle \mathrm {Id} _{\mathcal {D}}} die identischen Funktoren auf {\displaystyle {\mathcal {C}}} bzw. {\displaystyle {\mathcal {D}}} seien und {\displaystyle \cong } die natürliche Äquivalenz zwischen den Funktoren bezeichne.
Man nennt zwei Kategorien {\displaystyle {\mathcal {C}}} und {\displaystyle {\mathcal {D}}} äquivalent, wenn es eine Äquivalenz zwischen ihnen gibt, und schreibt in diesem Fall {\displaystyle {\mathcal {C}}\simeq {\mathcal {D}}}.
Wegen der Beziehungen {\displaystyle F\circ G\cong \mathrm {Id} _{\mathcal {D}}} und {\displaystyle G\circ F\cong \mathrm {Id} _{\mathcal {C}}} nennt man {\displaystyle F} und {\displaystyle G} auch quasi-invers zueinander.

## Eigenschaften
Da es keine Klasse aller Kategorien gibt, denn eine Kategorie, die keine Menge ist, kann nicht Element von irgendetwas sein, ist die oben definierte Äquivalenz streng genommen keine Äquivalenzrelation, denn sie ist nicht auf einer Klasse definiert. Die Äquivalenz erfüllt aber die Eigenschaften einer Äquivalenzrelation, das heißt:
- Für jede Kategorie {\displaystyle {\mathcal {C}}} gilt {\displaystyle {\mathcal {C}}\simeq {\mathcal {C}}}, man hat sogar Gleichheit an Stelle der natürlichen Äquivalenzen.
- Sind {\displaystyle {\mathcal {C}}} und {\displaystyle {\mathcal {D}}} Kategorien und ist {\displaystyle {\mathcal {C}}\simeq {\mathcal {D}}} so  ist auch {\displaystyle {\mathcal {D}}\simeq {\mathcal {C}}}, denn offenbar ist {\displaystyle G} aus obiger Definition eine Äquivalenz {\displaystyle {\mathcal {D}}\rightarrow {\mathcal {C}}}.
- Sind {\displaystyle {\mathcal {C}}}, {\displaystyle {\mathcal {D}}} und {\displaystyle {\mathcal {E}}} Kategorien und ist {\displaystyle {\mathcal {C}}\simeq {\mathcal {D}}} und {\displaystyle {\mathcal {D}}\simeq {\mathcal {E}}}, so ist auch {\displaystyle {\mathcal {C}}\simeq {\mathcal {E}}}. Das folgt aus der einfachen Eigenschaft, dass die Verkettung zweier Äquivalenzen wieder eine Äquivalenz ist.[2]

Diese Eigenschaften rechtfertigen den Namen Äquivalenz in obiger Definition.
Äquivalenzen können auch kontravariant sein, dann sind die Funktoren aus obiger Definition kontravariant. Eine kontravariante Äquivalenz zwischen {\displaystyle {\mathcal {C}}} und {\displaystyle {\mathcal {D}}} ist dasselbe wie eine (kovariante) Äquivalenz zwischen {\displaystyle {\mathcal {C}}^{op}} und {\displaystyle {\mathcal {D}}}, wobei {\displaystyle {\mathcal {C}}^{op}} die zu {\displaystyle {\mathcal {C}}} duale Kategorie sei.
Der Funktor {\displaystyle G} aus obiger Definition ist nicht eindeutig durch {\displaystyle F} bestimmt. Ist {\displaystyle G'} ein weiterer Funktor, der dieselben Bedingungen wie {\displaystyle G} erfüllt, so lässt sich aber leicht zeigen, dass zwischen {\displaystyle G} und {\displaystyle G'} eine natürliche Äquivalenz bestehen muss. Daher ist {\displaystyle G} bis auf natürliche Äquivalenz eindeutig bestimmt und man nennt {\displaystyle G} die Pseudo-Inverse zu {\displaystyle F}.
Alle kategoriellen Konstruktionen übertragen sich mittels Äquivalenz von einer Kategorie zur anderen, denn solche Konstruktionen sind nur bis auf Isomorphie eindeutig. Als Beispiel betrachten wir eine Äquivalenz {\displaystyle F\colon {\mathcal {C}}\rightarrow {\mathcal {D}}}, und zu zwei Objekten {\displaystyle C_{1},C_{2}} aus {\displaystyle {\mathcal {C}}} existiere das Produkt {\displaystyle C_{1}\times C_{2}}. Dann existiert auch das Produkt {\displaystyle F(C_{1})\times F(C_{2})} in {\displaystyle {\mathcal {D}}} (und ist isomorph zu {\displaystyle F(C_{1}\times C_{2})}). Das rechnet man einfach nach. Auch kategorielle Morphismen-Eigenschaften wie Monomorphismus oder Epimorphismus bleiben erhalten, ebenso Anfangs- oder Endobjekte.

## Beispiele
- Isomorphe Kategorien sind äquivalent, denn offenbar sind Isomorphismen Äquivalenzen.[4]
- Es sei {\displaystyle {\mathcal {Komp}}} die Kategorie der kompakten Hausdorffräume. Für jeden kompakten Hausdorffraum {\displaystyle K} sei {\displaystyle C(K)} die kommutative C*-Algebra der stetigen Funktionen {\displaystyle f:K\rightarrow \mathbb {C} }. Indem man eine stetige Funktion {\displaystyle \varphi :K\rightarrow K'} auf den C*-Algebren-Homomorphismus {\displaystyle C(\varphi ):C(K')\rightarrow C(K),\,f\mapsto f\circ \varphi } schickt, erhält man einen kontravarianten Funktor von {\displaystyle {\mathcal {Komp}}} in die Kategorie {\displaystyle {\mathcal {comC}}_{1}^{*}} der kommutativen C*-Algebren mit Einselement. Der erste Satzes von Gelfand-Neumark hat zum Inhalt, dass dieser Funktor {\displaystyle C} eine Äquivalenz ist, das heißt man hat {\displaystyle {\mathcal {Komp}}\simeq {\mathcal {comC}}_{1}^{*}}. Es liegt natürlich keine Isomorphie der Kategorien vor, da nicht jede kommutative C*-Algebra mit Einselement wirklich eine Algebra stetiger Funktionen auf einem  kompakten Hausdorffraum ist, sondern eben nur bis auf Isomorphie.[4]
- Sei {\displaystyle {\mathcal {BSp}}} die Kategorie der booleschen Räume, das ist die volle Unterkategorie von {\displaystyle {\mathcal {Komp}}}, die aus allen total unzusammenhängenden Räumen, kompakten Hausdorffräumen besteht. Für jedes solche {\displaystyle K} sei {\displaystyle B(K)} die boolesche Algebra der offen-abgeschlossenen Teilmengen. Indem man eine stetige Funktion {\displaystyle \varphi :K\rightarrow K'} auf die Urbildfunktion {\displaystyle B(f):B(K')\rightarrow B(K),\,A\mapsto f^{-1}(A)} schickt, erhält man einen kontravarianten Funktor von {\displaystyle {\mathcal {BSp}}} in die Kategorie {\displaystyle {\mathcal {BAlg}}} der booleschen Algebren. Der stonesche Darstellungssatz für boolesche Algebren besagt, dass dieser Funktor {\displaystyle B} eine Äquivalenz ist, das heißt man hat {\displaystyle {\mathcal {BSp}}\simeq {\mathcal {BAlg}}}.[4]

## Charakterisierung
Für einen Funktor {\displaystyle F\colon {\mathcal {C}}\rightarrow {\mathcal {D}}} sind folgende Aussagen äquivalent:
- {\displaystyle F} ist eine Äquivalenz.
- {\displaystyle F} ist volltreu und dicht.

Die zweite Version hat den Vorteil, dass der Funktor {\displaystyle G} in Gegenrichtung nicht vorkommt. Der Beweis, dass aus der zweiten Bedingung die Äquivalenzeigenschaften folgen, verläuft unter Anwendung des Auswahlaxioms so, dass man zu jedem {\displaystyle D} aus {\displaystyle {\mathcal {D}}} mittels der vorausgesetzten Dichtheitsbedingung ein {\displaystyle C} mit {\displaystyle F(C)\cong D} wählt, {\displaystyle G(D)=C} setzt, {\displaystyle G(f)} mittels der Volltreue auch für Morphismen {\displaystyle f} aus {\displaystyle {\mathcal {D}}} definiert, und dann die erforderlichen Eigenschaften nachrechnet. Die umgekehrte Beweisrichtung ist wesentlich einfacher und erfordert kein Auswahlaxiom.
Der folgende Satz charakterisiert, wann zwei Kategorien äquivalent sind. Dabei ergibt sich die Äquivalenz der ersten beiden Bedingungen offenbar aus oben genanntem Satz:
Für zwei Kategorien {\displaystyle {\mathcal {C}}} und {\displaystyle {\mathcal {D}}} sind folgende Aussagen äquivalent:
- {\displaystyle {\mathcal {C}}\simeq {\mathcal {D}}}, das heißt {\displaystyle {\mathcal {C}}} und {\displaystyle {\mathcal {D}}} sind äquivalent.
- Es gibt einen volltreuen, dichten Funktor {\displaystyle {\mathcal {C}}\rightarrow {\mathcal {D}}}.
- Je zwei Skelette aus {\displaystyle {\mathcal {C}}} und {\displaystyle {\mathcal {D}}} sind isomorph.
- Es gibt ein Skelett aus {\displaystyle {\mathcal {C}}}, das isomorph zu einem Skelett aus {\displaystyle {\mathcal {D}}} ist.

## Zusammenhang mit Adjunktionen

### Äquivalenzen sind Adjunktionen
Liegt vermöge {\displaystyle F} und {\displaystyle G} eine Äquivalenz von Kategorien {\displaystyle {\mathcal {C}}} und {\displaystyle {\mathcal {D}}} wie in obiger Definition vor, so ist {\displaystyle F} offenbar sowohl linksadjungiert als auch rechtsadjungiert zu {\displaystyle G}. Einheit und Koeinheit dieser Adjunktion sind natürliche Isomorphismen zu den identischen Funktoren.

### Fixpunkte einer Adjunktion
Ist umgekehrt {\displaystyle F\dashv G} eine Adjunktion zwischen Kategorien {\displaystyle {\mathcal {C}}} und {\displaystyle {\mathcal {D}}}, so gehören dazu die Einheit {\displaystyle \eta \colon \mathrm {Id} _{\mathcal {C}}\rightarrow G\circ F} und die Koeinheit {\displaystyle \varepsilon \colon F\circ G\rightarrow \mathrm {Id} _{\mathcal {D}}}. Definiere die vollen Unterkategorien {\displaystyle \mathrm {Fix} (\eta )\subset {\mathcal {C}}} und {\displaystyle \mathrm {Fix} (\varepsilon )\subset {\mathcal {D}}} durch
{\displaystyle \mathrm {Fix} (\eta )=\{X\in {\mathcal {C}}\mid \eta _{X}\colon X\rightarrow G(F(X)){\text{ ist ein Isomorphismus }}\}}
{\displaystyle \mathrm {Fix} (\varepsilon )=\{Y\in {\mathcal {D}}\mid \varepsilon _{Y}\colon F(G(Y))\rightarrow Y{\text{ ist ein Isomorphismus }}\}}.
Dann sind die Einschränkungen von {\displaystyle F} und {\displaystyle G} auf diese Unterkategorien Äquivalenzen und man hat 
{\displaystyle \mathrm {Fix} (\eta )\simeq \mathrm {Fix} (\varepsilon )}.

### Beispiel
Sei {\displaystyle {\mathcal {Vect}}} die Kategorie der Vektorräume über einem festen Körper {\displaystyle K}, die Morphismen in dieser Kategorie sind die {\displaystyle K}-linearen Abbildungen. Der Dualraumfunktor 
{\displaystyle D\colon {\mathcal {Vect}}\rightarrow {\mathcal {Vect}}^{op}},
der jedem Vektorraum seinen Dualraum und jeder linearen Abbildung ihre duale Abbildung zuordnet, ist linksadjungiert zu seinem Gegenfunktor
{\displaystyle D^{op}\colon {\mathcal {Vect}}^{op}\rightarrow {\mathcal {Vect}}}. Die Einheit {\displaystyle \eta \colon \mathrm {Id} _{\mathcal {Vect}}\rightarrow D^{op}\circ D} ordnet jedem Vektorraum {\displaystyle V} seinen Bidualraum zu
{\displaystyle \eta _{V}\colon V\rightarrow V^{**},\quad v\mapsto {\hat {v}}:V^{*}\rightarrow K,\quad {\hat {v}}(f)\colon =f(v)}.
Die Fixpunkte der Adjunktion {\displaystyle D\dashv D^{op}} sind bekanntlich genau die endlichdimensionalen Vektorräume, diese bilden die volle Unterkategorie {\displaystyle {\mathcal {finVect}}} der endlichdimensionalen Vektorräume und man erhält, dass die Einschränkung von {\displaystyle D} eine Äquivalenz {\displaystyle {\mathcal {finVect}}\simeq {\mathcal {finVect}}^{op}} vermittelt.
Beschränkt man sich bei diesem Beispiel auf die Kategorie der unendlichdimensionalen Vektorräume, so hat man dieselbe eingeschränkte Adjunktion, denn Dualräume unendlichdimensionaler Räume sind wieder unendlichdimensional. An diesem Beispiel sieht man, dass die oben definierten Fixpunkt-Unterkategorien auch leer sein können.